# Augsfeld
Augsfeld ist ein Gemeindeteil der Kreisstadt Haßfurt im unterfränkischen Landkreis Haßberge in Bayern.

## Geographie
Das Pfarrdorf Augsfeld besteht aus zwei rund einen halben Kilometer voneinander getrennten Ortsteilen, zwischen denen die Bahnstrecke Bamberg–Rottendorf verläuft. Der Nordteil des Dorfes, auch als Kleinaugsfeld bekannt, liegt an der Staatsstraße 2447 zwischen Haßfurt und Zeil am Main und schließt direkt an die Haßfurter Kernstadt an. Das südliche Großaugsfeld ist über eine Gemeindeverbindungsstraße ab Kleinaugsfeld zu erreichen. Etwa 1,5 Kilometer südlich von Großaugsfeld verläuft der Main, der dort von der Staustufe in Knetzgau aufgestaut wird. Der Ort ist namensgebend für das Augsfelder Maintal, das bei Augsfeld fast drei Kilometer breit ist. Bei Hochwasser war Großaugsfeld häufig von Kleinaugsfeld abgeschnitten und nur noch per Boot erreichbar, weshalb seit Ende der 2010er-Jahre an der Einrichtung einer mobilen Pontonbrücke, die bei Bedarf in rund zwei Stunden aufgebaut werden kann, gearbeitet wurde.

## Geschichte
Augsfeld geht auf eine Mainfurt zurück und wurde im Jahr 1180 erstmals urkundlich erwähnt. Um 1300 wurde der Ort durch Gottfried von Schlüsselberg zerstört und anschließend wiederaufgebaut. Wie viele Siedlungen in der Gegend war Augsfeld um 1700 eine Ganerbschaft.
Im Jahr 1875 zählte der Ort 374 Einwohner und 303 Gebäude. Augsfeld wurde am 1. Januar 1972 nach Haßfurt eingemeindet.
Die deutschen Rätselmeisterschaften (Logic Masters) wurden 2013 und 2015 in Augsfeld ausgetragen.

## Religion

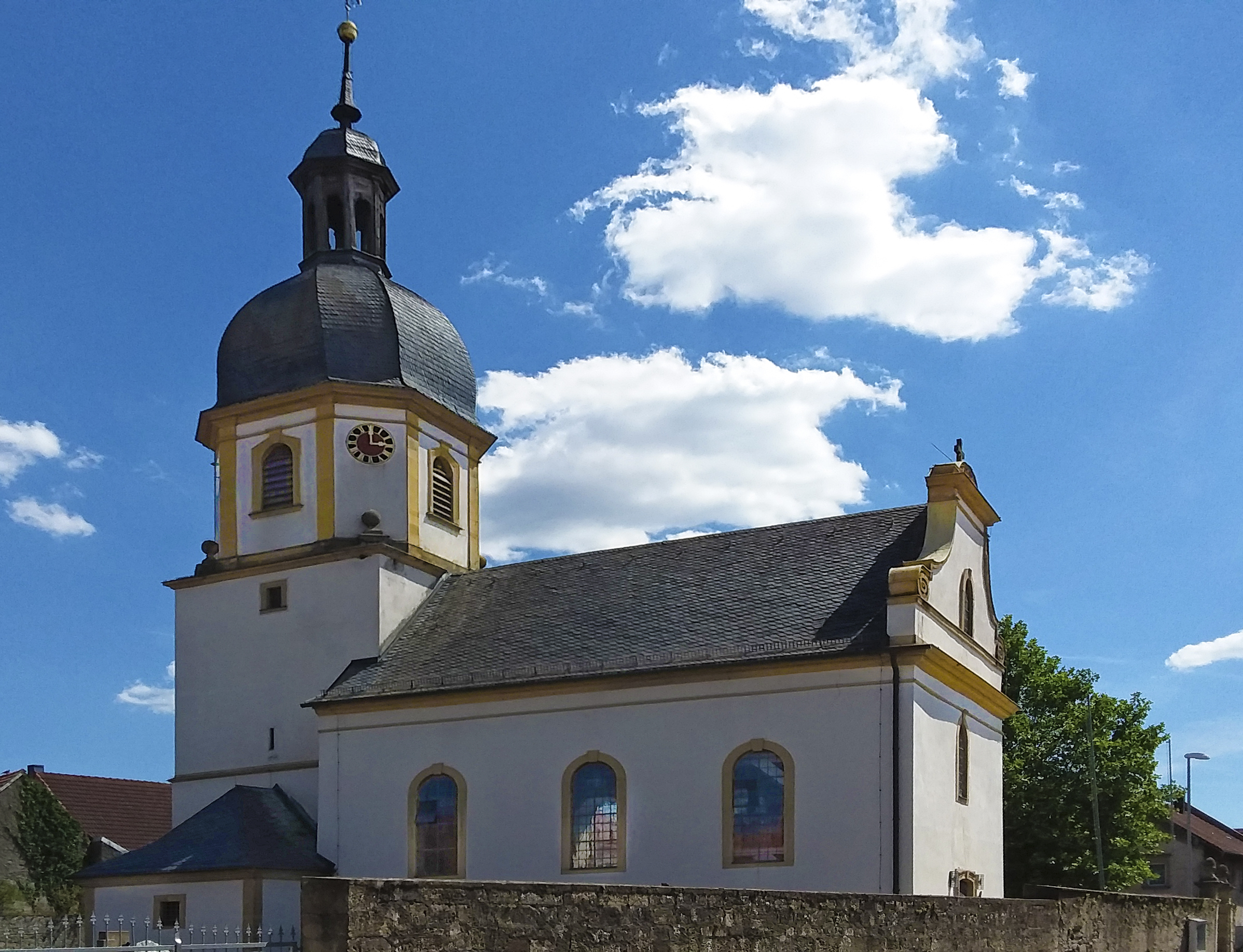
Kirche St. Kilian und Maria Magdalena in Augsfeld

Die katholische Pfarrkirche St. Kilian und Maria Magdalena wurde im 18. Jahrhundert im barocken Stil errichtet. Das Langhaus wurde 1750 erbaut, der Kirchturm bereits 1736/37. Die Caritas betreibt einen Kindergarten in Augsfeld.